# Eschmolen
De Eschmolen was een windmolen uit 1732 die vlak bij het Nederlandse stadje Delden in de buurschap Deldeneresch stond. De molen hoorde eeuwenlang bij de havezate Twickel. De molen brandde in 1959 af.

## Geschiedenis
Al op de kaart die Jacob van Deventer rond 1560 van Delden maakte zijn twee molens even ten westen van het stadje te zien ter weerszijden van de weg naar Rijssen. Beide waren toen standerdmolens. Na de Tachtigjarige Oorlog bestond alleen de zuidelijke molen nog. Na 1732 werd deze molen als eekmolen gebruikt. In dat jaar liet de Heer van Twickel, Unico Wilhelm van Wassenaer Obdam (1692-1766), aan de overzijde van de weg een nieuwe windkorenmolen te bouwen. Deze nieuwe molen was een achtkante bovenkruier, een grondzeiler.
In 1800 waaide de oude eekmolen om en werd niet herbouwd. De wieken van de nieuwe molen waaiden in 1934 van de molen. Er werden restauratieplannen gemaakt, maar ten slotte brandde het vervallen restant in 1959 af.

## Herbouw
In 2010 is de Stichting Eschmolen Delden opgericht, die zich ten doel stelt de Eschmolen te herbouwen en te exploiteren. Het plan van de stichting is een kopie van de afgebrande molen te bouwen. De gemeente Hof van Twente heeft de stichting gesteund door een lening te verstrekken zodat de herbouw kon beginnen. In mei 2022 is met het storten van de betonnen fundering begonnen met de herbouw van deze molen. In maart 2023 werd het metselwerk op de fundering aangebracht. Op 24 april 2023 werd het achtkant opgezet.